# Marcos López
Marcos López García (Oviedo, 16 de febrero de 1975) es un comentarista deportivo y entrenador de fútbol español. Trabaja como comentarista tanto en Movistar Plus+ como en COPE.

## Carrera profesional
Marcos López se formó como entrenador de fútbol y en psicología del deporte. Trabajó como tutor y maestro de educación física en el colegio Santa María del Naranco de Oviedo y entrenó equipos de fútbol base en Oviedo.
Su trayectoria como periodista comenzó en un blog titulado Futbolitis. En 2006 inició a trabajar en el medio Terra como blogger y en la emisora Cadena Cope, empezando así su trayectoria en los medios de comunicación. 
En 2008 publica un libro titulado Futbolitis, fútbol en estado puro y La pizarra de Simeone,
En 2008 inició como comentarista en la Cadena COPE. Posteriormente, en 2009, inició en la cadena de televisión TVE como comentarista de la Premier League. Al mismo tiempo, se inicia en la cadena de televisión La Sexta y en la emisora autonómica asturiana RTPA donde ejerce de comentarista. 
Después de una década vinculado a La Sexta y Antena 3 se incorpora en febrero de 2019 a Movistar+  en sus canales Vamos y Liga de Campeones para ser comentarista de la Champions League.
Fútbol
En junio de 2011, se incorporó al equipo técnico de la AS Roma junto con el entrenador Luis Enrique en funciones de dirección deportiva junto con el exfutbolista Iván De la Peña y de entrenador adjunto. Iván De la Peña abandonó el proyecto AS Roma a los dos meses de iniciado y Marcos López es despedido en enero de 2012. Tras su paso por el club italiano volvió a ejercer como asesor de clubes y entrenadores.
El 1 de enero de 2019, toma el cargo de director deportivo del Marbella FC de la 2B española.

## Publicaciones
- Futbolitis, fútbol en estado puro
- La pizarra de Simeone